# Actinia gemma
Actinia gemma is een zeeanemonensoort uit de familie Actiniidae. De anemoon komt uit het geslacht Actinia. Actinia gemma werd in 1846 voor het eerst wetenschappelijk beschreven door Drayton in Dana. 